# علی تجلایی
علی تجلایی (زاده ۵ مرداد ۱۳۳۸ تبریز- درگذشته ۲۵ اسفند ۱۳۶۳) نظامی ایرانی بود، که در خلال جنگ ایران و عراق از فرماندهان میانی سپاه پاسداران انقلاب اسلامی به‌شمار می‌آمد و فرماندهی عملیات قرارگاه خاتم الانبیا را برعهده داشت. وی در ۲۵ اسفند ۱۳۶۳ و در عملیات بدر آسمانی شد.

## پس  از انقلاب ۱۳۵۷
تجلایی در سال ۱۳۵۸، به عضویت سپاه پاسداران درآمد و دوره آموزش نظامی را زیر نظر سعید گلاب بخش معروف به «محسن چریک» در پادگان سعدآباد تهران سپری کرد.
تجلایی از بنیانگذاران پادگان آموزشی خاصبان (سیدالشهدای فعلی) است. سخت‌گیری تجلایی در آموزش نیروها به حدی بود که به علی رگبار معروف شد.

## جنگ ایران و عراق
در روزهای نخست جنگ ایران و عراق، فرمانده نیروهای آذربایجانی در شهر سوسنگرد بود. تجلایی در شرایطی که ارتش به دستور بنی صدر وارد عمل نمی‌شد، شش روز مقاومت کرد و در قالب یک گروه سی نفره در شهر ماند. در ۲۶ آبان ۱۳۵۹ نیروهای سپاه وارد عملیات شدند و همراه هوانیروز و توپخانه ارتش، به نیروهای عراقی یورش بردند. و مانع از سقوط سوسنگرد شدند.
تجلایی در نبردهای سوسنگرد و دهلاویه در سمت مسئول عملیات سپاه سوسنگرد، در عملیات فتح‌المبین در سمت مسئول محور تیپ ۸ نجف اشرف، در عملیات بیت‌المقدس به‌عنوان جانشین فرماندهی تیپ عاشورا و در عملیات رمضان به‌عنوان مسئول طرح و عملیات تیپ عاشورا شرکت کرد.
وی در دوره‌ای مسئول اطلاعات قرارگاه خاتم‌الانبیا بود، که به عنوان بسیجی در جمع گردان امام حسین در لشکر ۳۱ عاشورا در جریان عملیات بدر حضور داشت.

## پرکشیدن به آسمان
در عملیات بدر همراه با اصغر قصاب عبداللهی، در شکستن حلقه محاصره مهدی باکری حضور داشت. تجلایی در خلال اجرای عملیات بدر، در شرق رودخانه دجله به آسمان پرکشید و پیکرش هیچگاه یافت نشد.

## زندگی خانوادگی
تجلایی در سال ۱۳۶۰ ازدواج کرد. وی دارای دو فرزند دختر به نام های مریم و حنانه بود. مهدی تجلایی، برادر علی در بهمن ۱۳۶۱، در عملیات «والفجر مقدماتی» به آسمان پرکشید.